# Manchester terrier
A manchester terrier egy angol kutyafajta.

## Története
A leírások szerint a 19. században az angliai Manchesterben tenyésztette ki Mr. John Hulme of Crumpsallt a más kipusztult old english terrier, black and tan terrier és a whippet keresztezésével.
Az egyik legkorábbi manchester terrier egy Billy névre hallgató kan volt, aki rendkívüli gyorsasága miatt vált híressé: állítólag 6 perc 13 másodperc alatt pusztított el 100 patkányt. Ezt a fajtát egyébként nemcsak patkányok ellen, hanem nyúlfogásra is használták. Amikor betiltották az "állatviadalokat", kihalás fenyegette a fajtát, és ez a veszély még súlyosabbá vált, amikor a fül kurtítását is megtiltották Angliában. Szerencsére ez a gond később megoldódott, és általánossá vált a foxterrieréhez hasonló, csinos előrehajló fül a manchester terrierek körében. Ma már Angliában és az Egyesült Államokban is biztos állományt tartanak fenn a manchester terrierek kedvelői, de kizárólag csak kedvencként tartják.

## Leírása
Marmagassága: 25 centiméter. Súlya: 7-8 kilogramm. Törzse téglalapot formáz, háta egyenes,
bordázata szépen domborodik, mellkasa mély, felhúzott.
4-5 kölyköt hoz világra. 10-12 évig él.